# Опел ГТ
Опел ГТ је двоседи аутомобил из класе спортских аутомобила немачког произвођача аутомобила Опела. Производио се од 1968. до 1973. године.

## Историјат
Први пут је представљен на изложби 1965. године у Паризу и Франкфурту. Основу за овај модел је представљала Шевролеова студија спортског купеа и већ постојећа шасија Опел кадета Б. Инжињери су специјално за овај модел додатно припремили доњи построј, ближе спортској намени, док је сувише мало места под хаубом ограничавало избор агрегата, па су тако само четвороцилиндрични мотори долазили у обзир. Опел ГТ је први аутомобил који је своја светла отварао револвирајући, око своје уздужне осе са по једним фаром.
Иако је продаја солидно ишла, руководство компаније није видело интерес у даљем развијању модела, стога је 1973. године после само пет године производње, најављен крај. До тог момента је произведено тачно 103.463 аутомобила, што није велик број у односу на конкуренцију.

### Опел GT/J (1971–1973)
GT/J (J - јуниор) се појавио 1971. године као варијанта основног модела која је имала сиромашнију опрему и мању цену.
| Бензински мотор | Бензински мотор | Бензински мотор | Бензински мотор | Бензински мотор   | Бензински мотор | Бензински мотор |
| Тип             | Радна запремина | Снага           | Обртни момент   | Максимална брзина | Убрзање 0-100   | Комб. потрошња  |
| --------------- | --------------- | --------------- | --------------- | ----------------- | --------------- | --------------- |
| [ 2 ]           | 1897 cm³        | 66 @ 5100       | 149 @ 2500      | 185 km/h          | 11.5 s          |                 |